# Lokomotive 2329
Lokomotive 2329 (Originaltitel: Thunder) ist ein US-amerikanisches Stummfilmdrama aus dem Jahr 1929 von William Nigh mit Lon Chaney sr. und Phyllis Haver in den Hauptrollen. Der Film wurde von Metro-Goldwyn-Mayer produziert.

## Handlung
Auf dem Weg nach Chicago, aber mit neunundzwanzig Minuten Verspätung, pflügt die Lokomotive 2329 des Lokführers Anderson, der wegen seiner zielstrebigen Hingabe an Fahrpläne und Eisenbahnprotokoll den Spitznamen „Grumpy“ trägt, durch schwere Schneeverwehungen, um die verlorene Zeit aufzuholen. Sein Sohn Tommy, der wie sein Bruder Jim dem Vater in das Eisenbahngeschäft gefolgt ist, arbeitet bis zur Erschöpfung als Heizer. Grumpy erhält die Anweisung, einen privaten Eisenbahnwaggon mitzuziehen, weigert sich jedoch. Einer der Passagiere des Privatwagens, eine Nachtclubsängerin namens Zella, springt in den Führerstand von Grumpys Zug und flirtet mit Tommy. Mit der Zeit verärgert Grumpys hartnäckige Unflexibilität auch seine Schwiegereltern.
Eines Tages rutscht ein überarbeiteter Jim beim Versuch, zwei Waggons zu verbinden, aus und wird von einem anderen Zug überfahren. Tommy macht Grumpy für den Unfall verantwortlich. Die beiden geraten in Streit und verursachen dadurch ein Zugunglück. Grumpy wird in die Werkstatt verbannt und erst während einer Überschwemmungskatastrophe am Mississippi wieder zum Dienst gerufen. Mit seinem entfremdeten Sohn fährt er mit seiner alten Lokomotive 2329 einen Hilfszug durch das überschwemmte Gebiet, um Jims Witwe und Zella, mittlerweile Tommys Ehefrau, zu retten, die von der Flut überrascht wurden.

## Entstehung und Veröffentlichung
Gedreht wurde der Film ab dem 9. März 1929 in Chicago, Green Bay sowie in den MGM-Studios in Culver City. Der Film hat keine Dialoge, verfügt aber über Musik und Toneffekte, die im „Movietone-Verfahren“ von Western Electric aufgenommen wurden.
Kameramann Henry Sharp und sein Assistent Charles Straumer waren „im Mittleren Westen und an verschiedenen Orten im Osten unterwegs“. „Zu den zahlreichen geplanten Haltestellen gehören die Baldwin Locomotive Works in Philadelphia und die Eisenbahnhöfe in Chicago.“ Cedric Gibbons oblag die künstlerische Leitung.
Für Phyllis Haver war es die letzte Filmrolle, für Lon Chaney sr. die vorletzte.
Die Premiere des Films fand am 8. Juli 1929 statt. In Österreich kam er 1930 in die Kinos. Von den neun Filmrollen mit 7.785 Fuß Filmmaterial (2.373 Filmmeter) existiert nur noch eine halbe Filmrolle, daher gilt der Film als verschollen.

## Kritiken
Lokomotive 2329 erhielt ein eher gutes Presseecho. So erfasst der US-amerikanische Aggregator Rotten Tomatoes 75 % wohlwollende Besprechungen und ordnet den Film dementsprechend als „Frisch“ ein.
Der Kritiker der The New York Times befand, sobald der Film von der Eisenbahn abweiche, scheine Mr. Chaney bewundernswert zu sein. Eisenbahner im ganzen Land werden einige der Szenen – etwa Gespräche im Lokführerstand, während ein abgebremster Zug mit sechzig Meilen pro Stunde durch einen Schneesturm rast – mit einem voreingenommenen Auge betrachten. Sie werden jedoch die Ersten sein, die zugeben, dass das Thema des Films – dass Züge in Bewegung bleiben müssen, egal was passiert – wahr ist.
Alfred Rushford Greason beklagte in der Variety, dass niemand Chaney als ernsthaft-komischen, halb heroischen alten Mann wolle. Und Fans aller Art wollen keine Marathon-Melodramen, die zu trickreichen mechanischen Höhepunkten führen.
Bill Furman lobte im Magazin Motion Picture News, der Film bereite viel Nervenkitzel und enthalte eine größere menschliche Geschichte, als es normalerweise bei Filmen mit Eisenbahnhintergrund der Fall sei.
Martin Dickstein schrieb im Brooklyn Eagle, wenn die Geschichte bei der Eisenbahn bleibe, dann sei das ein so fesselndes Bild wie seit vielen Wochen nicht mehr. Aber wenn die Erzählung ihre Ölkannen beiseite lege, entpuppe sie sich als nicht sehr anregende Vorstellung.
In der Filmzeitschrift Photoplay hieß es, man solle nicht skeptisch sein. Lon Chaney fahre tatsächlich diese Lokomotive und wenn man es nicht glaube, werde er seine Ehrenmitgliedschaft in der Bruderschaft zeigen.
Die Zeitung Washington Star lobte, dass man selten das Privileg habe, einen Film zu sehen, der vom Anfang bis zum Ende so voller Action und voller Nervenkitzel, Spannung und Komik sei wie dieser. Besonders Joseph Farnhams Zwischentitel verdienen eine besondere Erwähnung für ihre Kraft und Intelligenz.